# Воїн (фільм, 1991)
«Воїн» («Кайсар») — радянський художній фільм 1991 року, знятий режисером Віктором Пусурмановим на кіностудії «Казахфільм».

## Сюжет
Благородний Кайсар та його вірні друзі — музикант та пастух — вступають у боротьбу з темними ченцями, які викрали красуню Гаухар, і ціною свого життя рятують дівчину.

## У ролях
- Арман Асенов — Кайсар
- Альбіна Гараєва — Гаухар
- Артик Джаллиєв — роль другого плану
- Касим Жакібаєв — роль другого плану
- Марат Азімбаєв — пастух
- Жан Байжанбаєв — музикант
- Булат Аюханов — роль другого плану
- Жанна Куанишева — роль другого плану
- Дімаш Ахімов — роль другого плану
- Гульнара Рахімбаєва — роль другого плану
- Камал Талвар — роль другого плану
- Нуржуман Іхтимбаєв — епізод
- Б. Мансурова — епізод
- Райхан Айткожанова — Куна
- Нагіра Жумагулова — епізод
- Тулеген Куанишев — епізод
- Ашир Чокубаєв — епізод
- Е. Ібрагімов — епізод
- А. Бітлеусов — епізод
- О. Дюсейнов — епізод
- Е. Мухамедрахімов — епізод
- Шаймерден Хакімжанов — епізод
- Ісфандієр Гулямов — епізод
- Мурат Аннагельдиєв — епізод
- Леонід Ісаченко — епізод
- Ігор Колюшенков — епізод

## Знімальна група
- Режисер — Віктор Пусурманов
- Сценаристи — Віктор Пусурманов, Олексій Беркович
- Оператор — Олексій Беркович
- Композитор — Олександр Айзенштадт
- Художники — Віктор Ледньов, Володимир Трапезников